# Pod słońcem szatana
Pod słońcem szatana (fr. Sous le soleil de Satan) – francuski film z 1987 roku w reżyserii Maurice’a Pialata. Film otrzymał Złotą Palmę na 40. MFF w Cannes i był nominowany w siedmiu kategoriach do Cezara, lecz w żadnej z nich nie wygrał.